# دانسکه بانک ایرلند شمالی
دانسکه بانک ایرلند شمالی (انگلیسی: Danske Bank) شرکت خدمات مالی و بانکداری ایرلندی است، که در سال ۱۸۲۴ توسط دانسکه بانک تأسیس شد.